# Saint-Planchers
Saint-Planchers é uma comuna francesa na região administrativa da Normandia, no departamento Mancha. Estende-se por uma área de 12,01 km². Em 2010 a comuna tinha 1 420 habitantes (densidade: 118,2 hab./km²).